# Mycotoxine
Ne doit pas être confondu avec Myotoxine.
Les mycotoxines (du grec ancien μύκης : « champignon » ; et toxine) sont des toxines élaborées par diverses espèces de champignons microscopiques telles que les moisissures (Aspergillus sp., Fusarium sp., Stachybotrys sp., Penicillium sp., etc.)
Ce sont des molécules de faible poids moléculaire (< 1 000 daltons), le plus souvent thermostables en milieu non aqueux. Difficilement dégradables, elles peuvent subsister dans les denrées même après l'élimination des moisissures.
Le terme de « mycotoxine » est utilisé pour décrire des métabolites présentant une action toxique à faible dose sur les animaux, par opposition aux termes de phytotoxine ou antibiotique utilisés pour décrire des métabolites qui présentent une action toxique à faible dose sur les plantes et les bactéries respectivement. En France, l'usage veut que l'on réserve le terme de « mycotoxine » aux seules toxines extracellulaires (et non aux toxines intracellulaires, comme celles produites par l'ergot du seigle ou l'amanite phalloïde).
Une étude montre l'importance de la contamination notamment de la farine et du riz,,.

## Risques pour l'humain
Il existe deux types de contamination : alimentaire et aérienne.

### Contamination alimentaire
En 1985, l'Organisation des Nations Unies pour l'alimentation et l'agriculture (FAO) estimait que 25 % des récoltes de  légumes, fruits et céréales dans le monde étaient affectées par des mycotoxines[réf. souhaitée], ce qui a pour effet de réduire la nourriture, tant végétale qu'animale, disponible au niveau mondial. De plus, les mycotoxines sont responsables d’intoxications aiguës parfois mortelles, notamment chez les animaux d’élevage, et d’intoxications chroniques.
La présence de certains contaminants génotoxiques et cancérogènes dans les viandes, les légumes, céréales et oléagineux affecte doublement la chaîne alimentaire de l’humain : par leur consommation directe et via les animaux, mais aussi par inhalation ou contact cutané. Ces risques sont considérés comme un problème majeur de santé publique.

### Contamination aérienne
Le rôle des moisissures domestiques de l’environnement est reconnu dans le développement des pneumopathies interstitielles diffuses (PID) et d'affections neurotoxiques de type parkinsonien ou d'affections proches de la maladie d'Alzheimer (en anglais Alzheimer-like) frappant singulièrement des sujets jeunes (avant 50 ans).
Réalisées par une entreprise spécialisée, les recherches mycologiques spécifiques au domicile, découvrent le plus souvent des moisissures domestiques diverses, en particulier Stachybotrys chartarum fréquemment impliqué dans le syndrome du bâtiment malsain (en anglais : sick building syndrome).
Après un déménagement définitif, les paramètres cliniques, radiologiques, biologiques et fonctionnels des patients se normalisent le plus souvent. Le diagnostic à retenir est plus celui de PID secondaire aux mycotoxines (empoisonnement toxique) qu’une pneumopathie d’hypersensibilité aux moisissures domestiques (maladie de type allergie). Les PID provoquées par les moisissures domestiques doivent être documentées et imposent de réaliser un diagnostic environnemental et sérologique pour ne pas méconnaître certains aérocontaminants fongiques ayant un rôle allergique et/ou toxique.

## Mycotoxicité
Une espèce donnée de champignon microscopique peut générer plusieurs types de mycotoxines, et une même mycotoxine peut être produite par plusieurs espèces de moisissures.
Elle peut avoir un effet aigu (dû à l'effet d'accumulation des mycotoxines dans un organe comme le foie) ou chronique sur l'humain.
Des effets hépatotoxiques, neurotoxiques, mutagènes, tératogènes, cancérigènes et immunosuppresseurs ont été prouvés expérimentalement chez l'animal. Ces risques sont encore mal connus, mais ils sont de plus en plus pris en compte, notamment par la réglementation communautaire qui fixe des limites maximales de teneurs en mycotoxines dans les aliments et dans l'air respiré. Cette notion de risque distingue les mycotoxines des antibiotiques naturels, qui doivent d'ailleurs être considérés comme appartenant à la même famille.
Un des modes d'action des mycotoxines serait l'accroissement de la production d'acide tartrique qui, en entrant en compétition avec l'acide malique dans le cycle de Krebs diminue la production d'ATP. Ceci peut entraîner divers symptômes comme l'asthénie ou l'hypersomnie diurne.[réf. souhaitée]

## Toxines
Les toxines se retrouvent dans le mycélium et les spores mais surtout se diffusent dans le substrat qu'elles contaminent même après la destruction du champignon responsable de leur production. Ces métabolites sont dits « secondaires » : ils ne sont pas directement nécessaires à la vie du champignon. En revanche, indirectement, ils font partie de leur arsenal chimique de défense contre les concurrents (bactéries, autres champignons, ou animaux). Peu labiles, ils sont souvent actifs à très faibles doses et résistants aux traitements biologiques et à la chaleur modérée (donc à la cuisson, par exemple).
Les principales mycotoxines sont :
- l'aflatoxine chez Aspergillus,
- l'ochratoxine A chez Penicillium et Aspergillus,
- la patuline chez Penicillium et Byssochlamys,
- la citrinine chez Penicillium citrinum[8],
- l'agaritine chez Agaricus
- les toxines de Fusarium (fumonisines, zéaralénone, trichothécènes dont la DON, etc.),
- la toxine d' Alternaria (alternariol),
- l'alcaloïde de l'ergot chez Claviceps,
- la stérigmatocystine,
- la paxilline chez Penicillium paxilli.

## Prévention et décontamination
La prévention de la contamination des matières premières par des mycotoxines peut consister en l’utilisation de fongicides inhibant la croissance des moisissures, ou la sélection génétique de plantes résistantes à l’invasion. À cela s'ajoutent les soins apportés lors du stockage (séchage, contrôle de la température, de l’humidité et de l’oxygénation dans les silos) :
- les méthodes physiques : lavage, séchage, broyage, tris manuels ou mécanisés des gousses ou des amandes, séparation mécanique de la coque et de la peau qui sont le lieu essentiel de contamination, traitement par choc thermique, torréfaction…
- les méthodes chimiques : traitement à l’ammoniaque des tourteaux d’arachides. La détoxification par l’ammoniac sous pression se prête bien au traitement des tourteaux d’arachides ou d’autres oléagineux qui arrivent par bateau ;
- les méthodes biologiques comme l’addition d’inhibiteur de moisissures (propionate) ou comme la dilution (amalgame ou mélange) de grains contaminés avec des grains non contaminés pour l’alimentation animale (interdite dans certains pays).

Certaines pratiques accroissent les risques, et il convient bien sûr de les éviter. Mais, en l'état actuel des connaissances scientifiques et techniques et ce malgré les améliorations apportées aux techniques de production et de stockage, on ne sait empêcher complètement le développement des moisissures. Il est probable que cela ne soit pas possible sans employer des moyens ayant plus d'effets secondaires négatifs, notamment sur le plan écologique, mais aussi sur le plan de la santé. En conséquence, la présence de mycotoxines dans les denrées alimentaires ne peut être totalement éliminée. Cette présence est par ailleurs fortement dépendante des conditions climatiques, et donc variable selon les années.
D'autre part, il n'est pas possible d'éliminer les mycotoxines au niveau de la préparation des denrées sans altérer la valeur alimentaire des produits.
La seule prévention possible est donc d'écarter de la chaîne alimentaire les aliments « trop » contaminés. En fixant le « trop » au niveau adéquat, ce qui n'a rien d'évident entre les réactions des producteurs (considérant les normes comme toujours trop dures) et les exigences sécuritaires (normes toujours trop tolérantes). Sachant que plus le niveau d'exigence est élevé, plus les coûts augmentent (tests, isolement, élimination ou recyclage par des filières non alimentaire…) et moins le bénéfice sanitaire est sensible (par rapport à un niveau d'exigence plus faible mais déjà efficace).
Dans l'Union européenne, les normes concernant les mycotoxines les plus courantes sont fixées par le Règlement 1881/2006.

## Production et purification de toxines
On procède tout d'abord à la mise en culture d'un champignon produisant la toxine que l'on souhaite obtenir. Par exemple, on incubera en boîte de Petri sur une gélose nutritive de type gélose à l'extrait de malt des semences de blé contaminés par du Fusarium. L'incubation se fait à température ambiante durant 5 à 7 jours.
La purification se fait ensuite à l'aide d'une chromatographie flash (ou flash chromatography). Les toxines sont alors séparées du reste du matériel biologique.
L'identification se fait par la suite par spectrométrie de masse et à l'aide d'une étude toxicologique.